# Diecéze Zygris
Diecéze Zygris je titulární diecéze římskokatolické církve.

## Historie
Zygris, identifikovatelné s Zaviet-El-Chammas, bylo starobylé biskupské sídlo nacházející se v římské provincii Libia Inferiore v dnešním Egyptě. Bylo sufragánou arcidiecéze Darnis.
Dnes je využívána jako titulární biskupské sídlo; současným titulárním biskupem je Stepan Sus, biskup kurie Vyšší archieparchie Kyjev–Halyč.

## Seznam biskupů
- Marek (zmíněn roku 362)
- Lucius (zmíněn roku 449)

## Seznam titulárních biskupů
- Ivan Praško (1958–1982)
- Michel Hrynčyšyn (1982–2012)
- Stepan Sus (od 2019)